# Weteringplantsoen

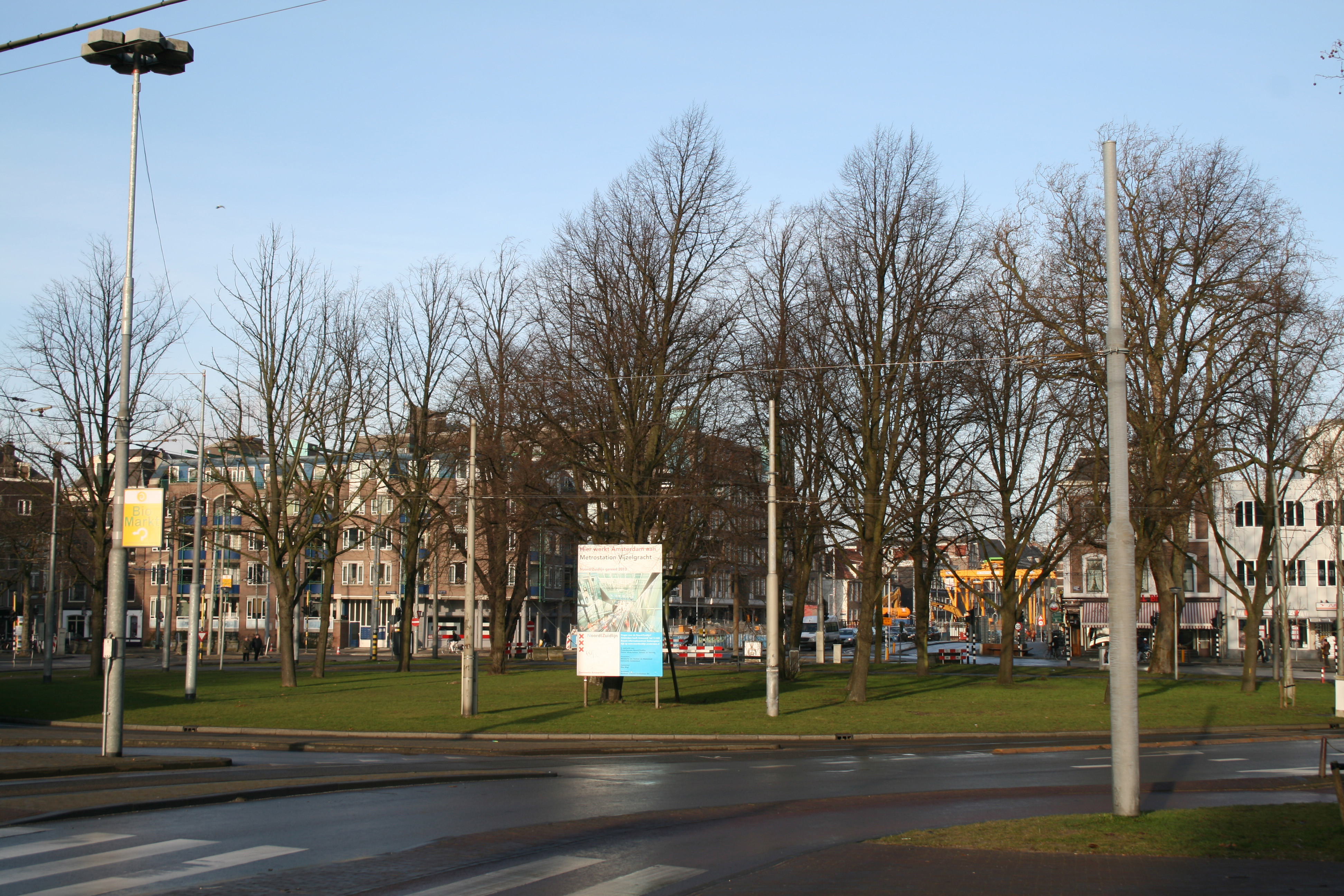
Weteringcircuit in 2007

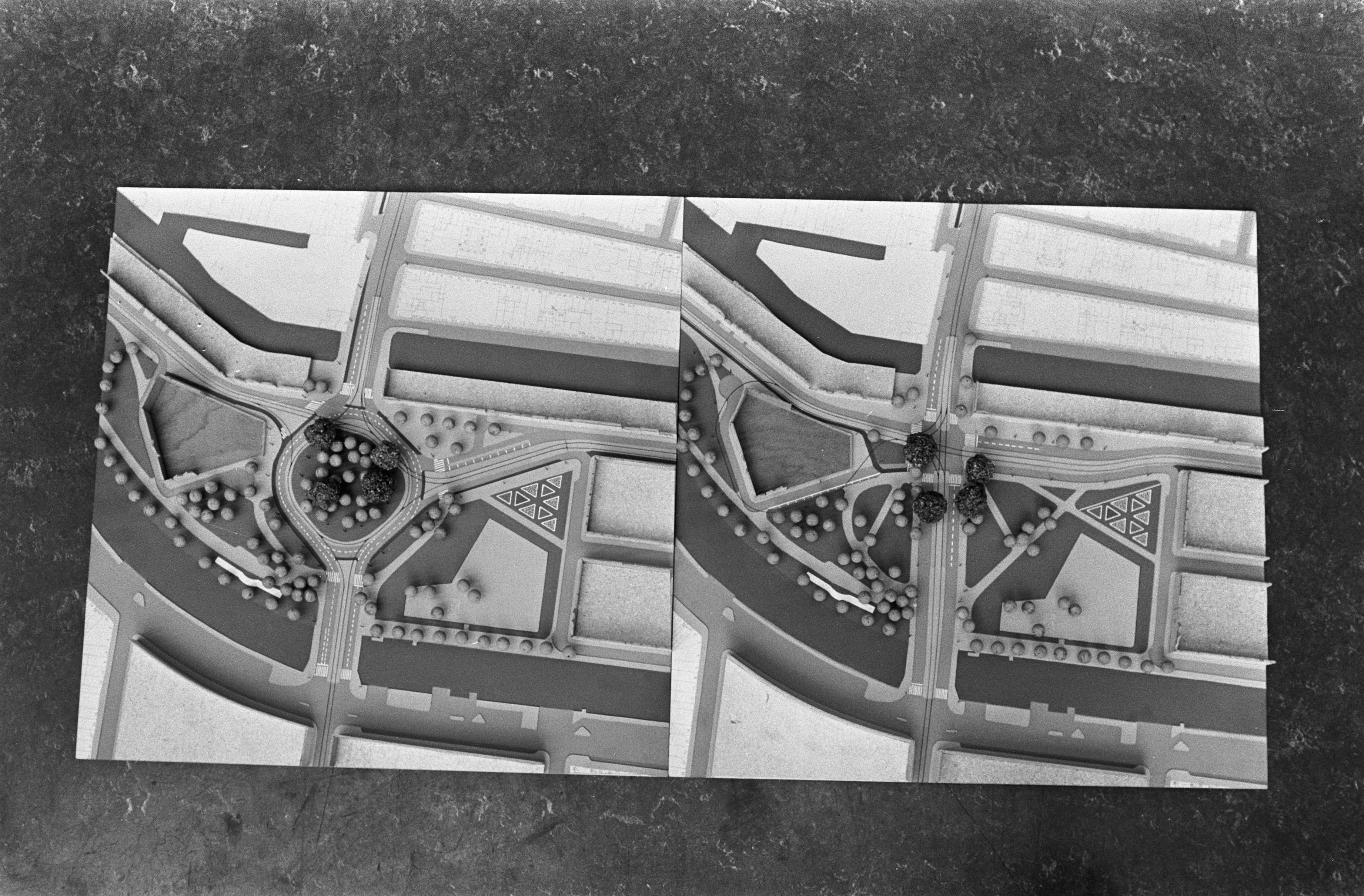
Plannen voor het aanpassen van het Weteringcircuit uit 1975

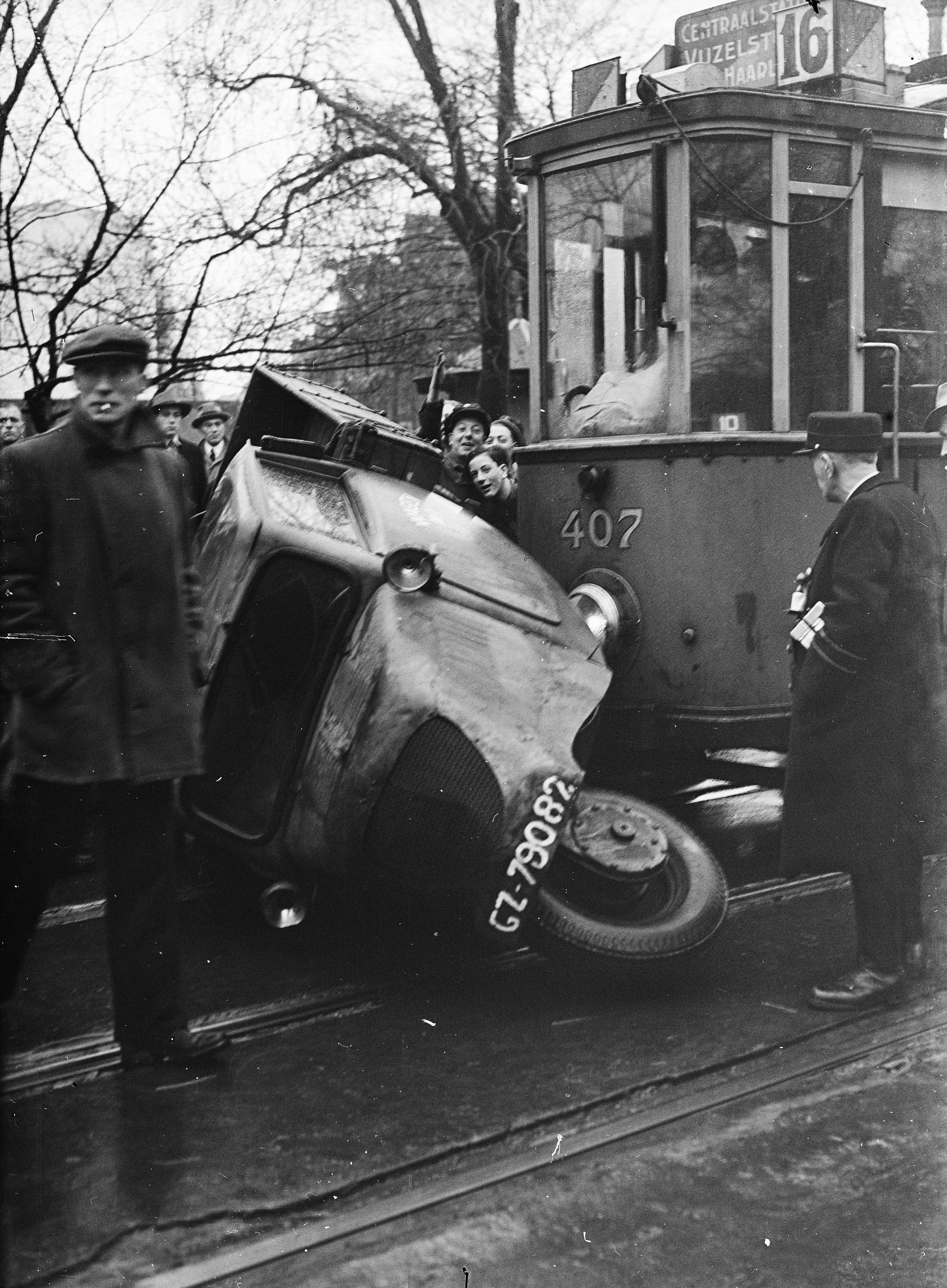
Botsing auto en tram in 1947

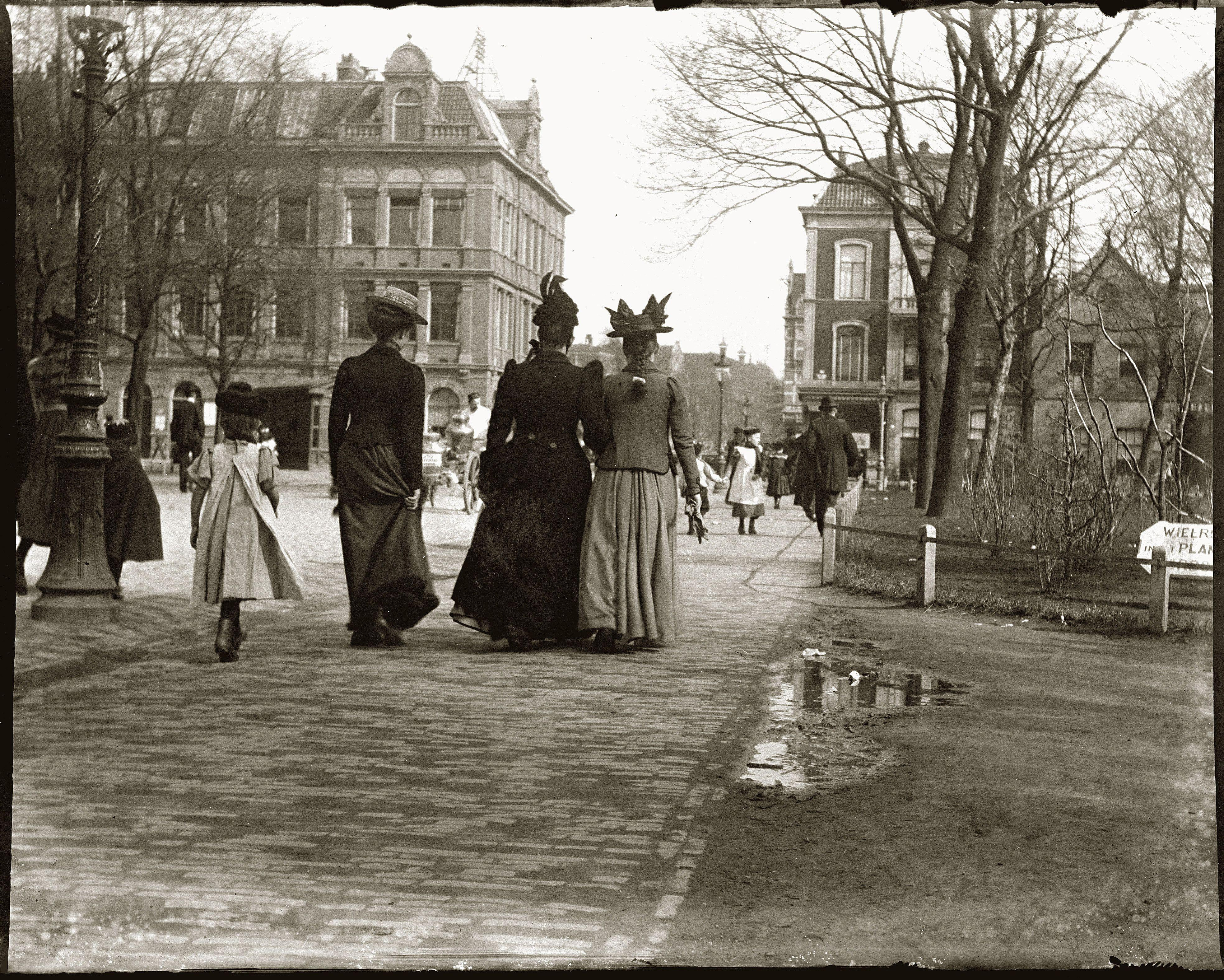
De laan in 1902 kijkend naar de Nieuwe Vijzelstraat

Het Weteringsplantsoen in Amsterdam is een verzamelnaam voor plantsoenen, weg en rotonde in Amsterdam-Centrum. Het is geen officiële naam in de zin van de Basisregistratie Adressen en Gebouwen.
Het Weteringplantsoen ontstond rond 1845 als groenvoorziening op het voormalige bolwerk De Wetering; de bijbehorende molen zou tot 1873 blijven staan. Het was een langgerekt park lopend van oost naar west. De naam komt van een wetering die liep vanaf het Spui naar buiten de stad; in later tijden nog terug te vinden in de Boerenwetering. Het park werd aangelegd aan de zuidkant van de Weteringschans ook vernoemd naar de Boerenwetering en aan de noordzijde van de Singelgracht, eind van de stad. In de loop der jaren verloor het park oppervlak aan gebouwen en wegen.

## Weteringlaan
Vanwege het volbouwen van De Pijp werd er een laan dwars door het park gelegd in het verlengde van de Nieuwe Vijzelstraat. Die laan legde verbinding met die nieuwe wijk middels brug 84 over de Singelgracht. De brug was een ontwerp van Jo van der Mey. Die laan zou tot 1950 naamloos blijven (verlengde Nieuwe Vijzelstraat); pas toen kreeg ze haar naam Weteringlaan. Het plantsoen werd gesplitst in Eerste en Tweede Weteringplantsoen. De laan kruiste in een rechte hoek de Weteringschans.

## Weteringcircuit
In 1953 werd de kruising omgebouwd tot een rotonde, waarbij het grasveld van die rotonde tussen beide plantsoenen in kwam te liggen. Door die ombouw moesten tegelijkertijd de tramsporen langs de rand van het grasveld gelegd worden. Als gevolg van de aanleg van het circuit werd de Weteringlaan administratief ingekort; ze liep alleen nog tussen het circuit en brug 84.
In 1970 kreeg een deel van het Tweede Weteringplantsoen grenzend aan de Weteringlaan een nieuwe naam: H.M. van Randwijkplantsoen.
De trams die over de Weteringschans van west naar oost gingen moesten het circuit ronden hetgeen tijdrovend was en verkeersgevaarlijk. De kruising stond bekend als verkeersonveilige locatie, ondanks verkeerslichten en andere maatregelen zoals een permanente verkeersregelaar. In 1975 werd geopperd in het kader van de binnenring het circuit wederom aan te passen. Een idee was het circuit weer te laten verdwijnen en te vervangen door een rechte kruising. In 1979 werd een tweede idee uitgewerkt met een directe west-oostverbinding voor trams en fietspad. Administratief werd het circuit toen opgedeeld in de Weteringlaan, bestaande uit het zuidelijke deel van het circuit en Weteringschans, het noordelijke deel van het circuit en de kruising. In 2010 werd aan het Weteringcircuit door onbekenden het beeld saunaman geplaatst; het verdween net zo snel als het gekomen was.
Het noordelijk deel was in de periode van 2003 tot 2018 een deel van de bouwput in verband met de aanleg van de Noord-Zuidlijn van de metro die onder het plantsoen loopt. Het circuit kreeg zelf geen in- en uitgang; deze werd gebouwd onder de Vijzelgracht met een in- en uitgang aan de Nieuwe Vijzelstraat.

## Verkeer en vervoer
Op het Weteringplantsoen kruisen sinds 2018 de tramlijnen 1, 7 en 19  de ondergrondse metrolijn 52. De tramlijnen over de Weteringschans ronden het circuit sinds 1979 niet meer en rijden in beide richtingen via de noordzijde. Aan de zuid-oostzijde bleef het enkele zuidelijke spoor gehandhaafd voor omleidingen en werd een calamiteitenhalte. Lijn 25, die hier jarenlang reed maar op 15 december 2013 is opgeheven, en ook vanaf de aanleg hier reed moest sinds 2003 in verband met een omleiding (afsluiting Ferdinand Bolstraat) staduitwaarts het circuit voor driekwart ronden en stadinwaarts het hele circuit ronden in verband met het ontbreken van een verbindingsboog van Weteringschans naar de Nieuwe Vijzelstraat. Tramlijnen 10 en 16, die hier lang reden, werden op 22 juli 2018 opgeheven. Tramlijn 24 kruist sinds 8 december 2023 niet meer en rijdt oostwaarts over het hulspoor de Weteringschans op en stadinwaarts wordt over het noordelijke spoor gereden. 